# 상안역
상안역(중국어: 上岸站, 계획 단계에서는 상안춘역(중국어: 上岸村站)으로 불림)은 중국 베이징시 먼터우거우구 융딩 지구 상안 마을의 신청 대가·진안로 교차로 남측에 위치한 베이징 지하철 S1선의 지하철역이다. 2017년 12월 30일 본 노선 개통 및 사용을 개시했다.

## 역 구조
이 역은 고가역이다.

### 층별 구조
| 지상 3층 승강장 층 | 상대식 승강장, 오른쪽 출입문이 열림 | 상대식 승강장, 오른쪽 출입문이 열림                                           |
| 지상 3층 승강장 층 | ←                                   | ■ S1선 스창 방면 (리위안좡)                                                   |
| 지상 3층 승강장 층 | →                                   | ■ S1선 핑궈위안 방면 (차오후잉)                                               |
| 지상 3층 승강장 층 | 상대식 승강장, 오른쪽 출입문이 열림 |                                                                               |
| 지상 2층 대합실 층 | 대합실                              | 고객 서비스 센터, 자동 티켓 판매기, 출입구, 룽후창안톈제(龙湖长安天街) 출입구 |
| 지면층             | 가도                                | A－B출입구                                                                    |

### 대합실
이 역의 대합실은 지상 2층에 위치하고 있으며, 유료 구역은 북쪽과 남쪽 끝에 위치한다. 승강장 층으로 이어지는 직선 계단은 대합실 남쪽 끝에 위치한다.

### 승강장
이 역은 상대식 승강장이 2개 있으며, 모든 승강장에는 반밀폐형 스크린도어가 설치되어 있다.

## 출구
이 역은 상융로의 동쪽과 서쪽에 출입구가 있다.
|                         |                          |                                   |      |             |  |
| 출구                    | 지시                     | 출구 인근                         | 사진 | 무장애 시설 |  |
| 出口 · A · 1            | 신청 대가(新城大街) 서측 | 진안로(金安路) 남측               |      | 빈칸        |  |
| 出口 · A · 2            | 신청 대가(新城大街) 서측 | 진안로(金安路) 남측               |      |             |  |
| 出口 · B                |                          | 룽후창안톈제 2층(龙湖长安天街2层) |      | 빈칸        |  |
| 出口 · B · 1            | 신청 대가(新城大街) 동측 | 진안로(金安路) 남측, 龙湖长安天街 |      | 빈칸        |  |
| 出口 · B · 2            | 신청 대가(新城大街) 동측 | 진안로(金安路) 남측               |      |             |  |
| 아이콘 설명: 엘리베이터 |                          |                                   |      |             |  |